# Lasioglossum virens
Lasioglossum virens là một loài Hymenoptera trong họ Halictidae. Loài này được Erichson mô tả khoa học năm 1835.